# Adobe Flash Builder
Adobe Flash Builder（曾用名Adobe Flex Builder）是一个由Eclipse平台扩展而成的集成开发环境（IDE），用来开发富互联网应用程序（RIA）和跨平台应用程序，尤其是Adobe Flash平台的应用。Adobe Flash Builder 4现有两个可用版本：Standard（标准版）和Premium（高级版）和Educational（教育版）。
Adobe Flash Builder提供了内建的MXML和ActionScript代码编辑器，以及针对MXML应用的所见即所得编辑器。Adobe Flash Builder还包含一个交互式的调试器，允许开发者步进调试并监测变量和表达式。Flex Builder 3添加了性能分析功能，其性能视图显示了有关内存使用、函数执行时间等统计信息。、
在Adobe Flash Builder 4之前的版本叫作“Flex Builder”。更名的目的是为了彰显其与Adobe Flash平台其他软件之间的联系，以及其与自由开源的Flex SDK和IDE的区别。